# Sonneborn–Berger-számítás
A Sonneborn–Berger-számítás (korábban nevezték Neustadtl-számításnak is) a sakkversenyeken a holtverseny eldöntésére szolgáló számítási módszer. A számítás a ma használatos nevét William Sonneborn (1843–1906) és Johann Berger (1845–1933) osztrák sakkozókról kapta, annak ellenére, hogy a módszert korábban mások már publikálták.

## Története
A számítás ötletét először Oscar Gelbfuhs (1852–1877) cseh sakkozó vetette fel 1873-ban. Hermann Neustadtl ugyanezt a számítást ismertette 1882-ben a Chess Monthly című folyóiratban megjelent levelében. A gyakorlatban azonban először Sonneborn és Berger  alkalmazták 1882-ben Liverpoolban, és bár több gyakorlati kifogásuk is volt ellene, végül a Neustadtl által írásban is fennmaradt javaslat szerinti rendszer terjedt el a világon – az ő nevük alatt.

## Lényege
A számítás lényege, hogy ugyanazon eredmény értékesebb, ha az erősebb (azaz az adott versenyben előrébb végző) versenyzők ellen jobb eredményt ér el valaki. Ennek megfelelően az egyenlő pontszámot elért versenyzők vagy csapatok közül az végez előbb, aki a versenyben több pontot szerzett az előrébb végző ellenfelek ellen. Ennek megállapításához összeadják azoknak az ellenfeleknek a pontszámát, akik ellen győzött, és azon ellenfelek által szerzett pontszám felét, akik ellen döntetlent ért el. Csapatverseny esetén a csapatok közötti holtverseny eldöntéséhez természetszerűleg az ellenfél csapatok pontszámát veszik az előzőek szerinti módon figyelembe.
A sakkolimpiákon 2007 óta az úgynevezett deducted (levont) Sonneborn–Berger-számítást veszik figyelembe, amelynek lényege, hogy – a leggyengébb eredményt elért ellenfél pontjai kivételével – az ellenfelek által elért mérkőzéspontok számát megszorozzák az ellenük elért játszmapontokkal.

## Előnye
A Buchholz-számítástól eltérően e számítás során nemcsak az számít, hogy kik ellen játszottak a holtversenybe került játékosok, hanem az is, hogy ezen ellenfelek ellen milyen eredményeket értek el. A számítás lehetővé teszi, hogy nemcsak a svájci rendszerű versenyek esetében használható, hanem a körmérkőzések esetében is. Ez a számítás nem kizárólag a sakkversenyek során használható, hanem bármely olyan sportágban, ahol körmérkőzéses versenyre kerül sor. Ezt a számítást használják a shogi- és a goversenyeken is.

## A Sonneborn–Berger-számítás változatai
Sonneborn és Berger azt javasolta (Non-Neustadtl Sonneborn–Berger-számítás), hogy a döntetlenek ne legyenek figyelembe véve a számítás során. Ez a gyakorlatban azt jelentette volna, hogy egy gyengébb versenyző ellen elért győzelemmel rendelkező játékos előrébb végez a versenyben, mint az, aki ez ellen a gyenge versenyző ellen csak döntetlent ért el, de egy náluk esetleg sokkal erősebb játékos ellen ugyancsak döntetlent ért el, míg a vele holtversenyben levő attól kikapott. Ezt a módszert később elvetették, és ma már nem használatos.
Hasonlóan a győzelmek értékét helyezi előtérbe M. Dvoreckij „egyszerűsített Berger” számítása, amelyben azon versenyzők versenyben elért összpontszámát, akik ellen a holtversenyben levő nyert, azt plusz előjellel, akik ellen vereséget szenvedett, azt mínusz előjellel veszik figyelembe. A döntetlenek nem kerülnek beszámításra. A holtverseny eldöntése az így kapott végeredmény alapján történik. A számítás egyszerűségét az adja, hogy nem kell a pontszámok felezésével foglalkozni a döntetlenek esetében, és a végeredmény gyorsabban kiszámítható. A Dvoreckij-féle számítást 1985 óta egyre több versenyen használják – elsősorban a volt Szovjetunióban, annak tagállamaiban, és főként Oroszországban. Egyszerűsége ma már elveszti jelentőségét, mivel a számításokat a sakkversenyeken a versenybírók egyre inkább számítógép segítségével végzik.

## A holtversenyek eldöntésének egyéb módjai
A sakkversenyeken a holtversenyek eldöntésének még számos módja alkalmazható, amelyek esetenként más-más végső sorrendet határoznak meg az azonos pontszámot elért versenyzők vagy csapatok között. Éppen ezért minden verseny előtt a versenykiírásban kötelezően meg kell határozni a holtversenyszámítás módjait, illetve azok alkalmazásának sorrendiségét, ha a számítás alapján is azonos eredmény jön ki. Például meghatározható, hogy holtversenyek esetén elsődlegesen a Sonneborn–Berger-számítás, másodlagosan a versenyzők teljesítményértéke, harmadlagosan az egymás elleni eredmény, negyedlegesen a világossal (vagy sötéttel) nyert több játszma dönt. A Nemzetközi Sakkszövetség (FIDE) szabálykönyvében megengedett holtversenyszámítási módszerek közül bármelyik, és bármely sorrendben alkalmazható. Ha a versenykiírásban meghatározott mindegyik számítás szerint holtverseny áll fenn, akkor az érintett versenyzők, illetve csapatok között a helyezést megosztják.
A sakkversenyeken a holtversenyt eldöntő számításoknak általában csak a sorrend meghatározásában van szerepe, de például a pénzdíjak esetében vagy a Grand Prix versenyeken az egyes helyezésekért járó pénzdíjakat, illetve GP-pontszámokat a holtversenyben végzett versenyzők között azonos arányban osztják szét.